# Parco Skobelev

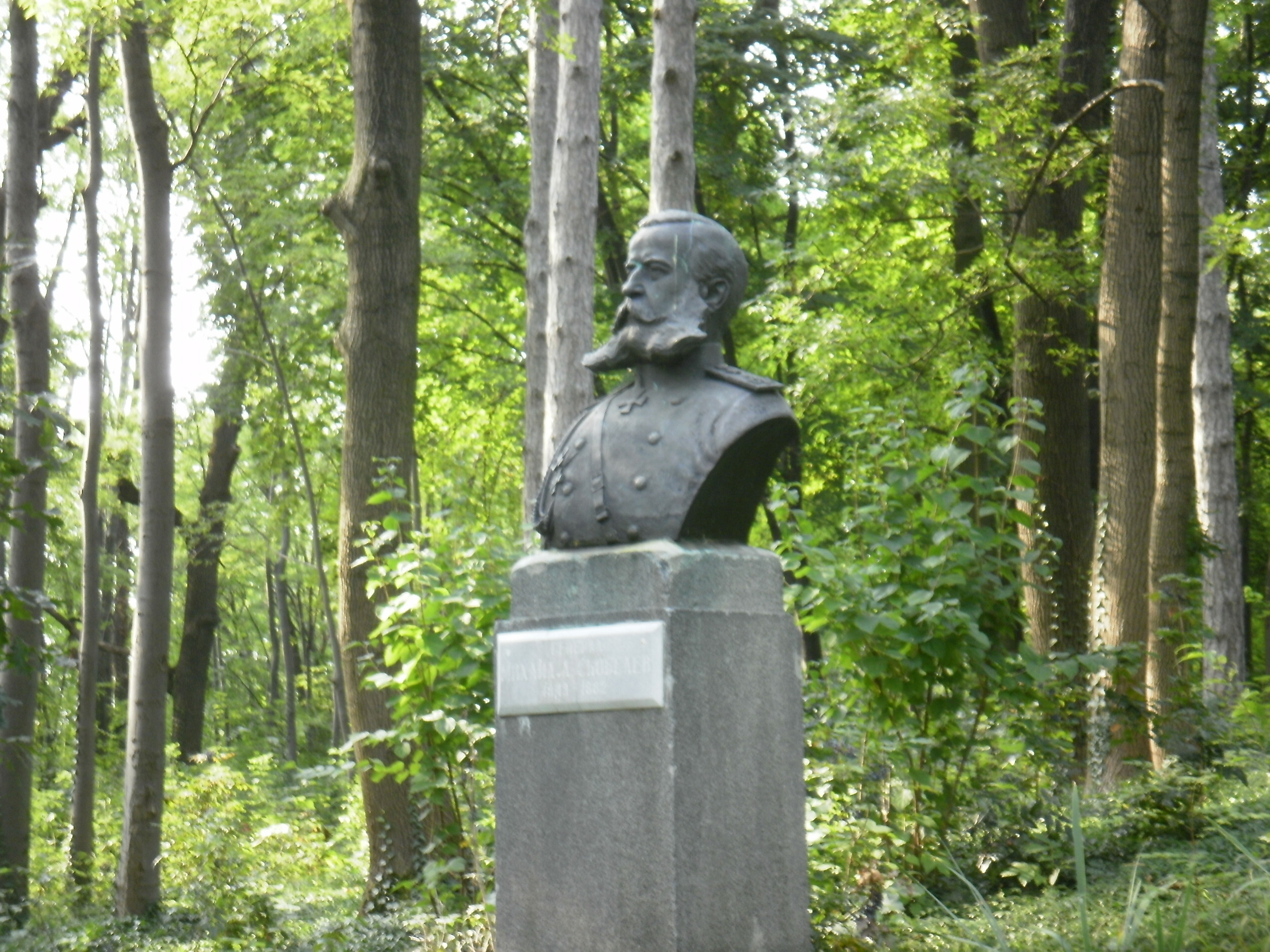
Busto di Michail Dmitrievič Skobelev nel parco Skobelev.

Parco Skobelev (Скобелев парк) è un parco museo in prossimità della città di Pleven in Bulgaria; fu costruito tra il 1904 e il 1907 sul campo di battaglia dell'assedio di Pleven, che si svolse durante la guerra russo-turca (1877-1878), in particolare il terzo assalto attuato dal generale russo Michail Dmitrievič Skobelev tra il 30 agosto e l'11 settembre 1877.
Il parco si trova nella valle chiamata Martva dolina (Мъртва долина, "Valle della morte") a causa dei 6.500 soldati russi e romeni morti e feriti durante la battaglia, i cui resti sono conservati in nove fosse comuni e un ossario. Decine di cannoni russi - usati durante la guerra - sono all'interno del parco, che è uno dei luoghi privilegiati degli abitanti di Pleven per passeggiare.
Nel parco si trova il panorama di Pleven, altro punto di riferimento dedicato agli eventi dell'assedio.